# Lassana Coulibaly
Lassana Coulibaly (ur. 10 kwietnia 1996 w Bamako) – malijski piłkarz grający na pozycji środkowego pomocnika.

## Kariera piłkarska
Swoją karierę piłkarską Coulibaly rozpoczął w klubie SC Bastia. W 2014 roku zaczął grać w jego rezerwach, a w 2015 roku awansował do pierwszego zespołu. 8 sierpnia 2015 zadebiutował w nim w Ligue 1 w wygranym 2:1 domowym meczu ze Stade Rennais. 22 sierpnia 2015 w zwycięskim 3:0 domowym meczu z En Avant Guingamp strzelił swojego pierwszego gola w Ligue 1.
| Sezon   | Klub         | Kraj    | Rozgrywki      | Mecze | Gole |
| ------- | ------------ | ------- | -------------- | ----- | ---- |
| 2014/15 | SC Bastia    | Francja | CFA 2          | 6     | 0    |
| 2015/16 | SC Bastia    | Francja | Ligue 1        | 15    | 1    |
| 2015/16 | SC Bastia    | Francja | CFA 2          | 8     | 0    |
| 2016/17 | SC Bastia    | Francja | Ligue 1        | 30    | 0    |
| 2017/18 | Angers SCO   | Francja | Ligue 1        | 20    | 1    |
| 2018/19 | Rangers F.C. | Szkocja | Premier League |       |      |

## Kariera reprezentacyjna
W reprezentacji Mali Coulibaly zadebiutował 4 września 2016 roku w wygranym 5:2 meczu kwalifikacji do Pucharu Narodów Afryki 2017 z Beninem. W 2017 roku został powołany do kadry na ten turniej.